# Club Balonmano Pizarro
El Club Balonmano Pizarro va ser un equip d'handbol, originari de la ciutat d'Elda (Vinalopó Mitjà) País Valencià, i fundat per Francisco Miró Cremades. Va estar en actiu de forma oficial entre 1951 i 1971 i va disputar 11 temporades, 10 d'elles consecutives, en la Divisió d'Honor. A més, la seua millor posició va ser la 3a al campionat de lliga de la temporada 1964/65.

## Origen
Durant la postguerra, a la ciutat d'Elda, el Frente de Juventudes va desenvolupar tot tipus d'activitats esportives a nivell amateur. Les que més calat van tindre va ser el futbol, el bàsquet i l'handbol. El modest club va ser anomenat Pizarro Frente de Juventudes, en honor del conqueridor Francisco Pizarro. El Pizarro de futbol va arribar a viure grans moments, ja que va arribar a proclamar-se Campió d'Espanya amateur, en un partit disputat a Terol el 8 d'abril de 1951 davant el Santander.
Després d'aquella gesta, i després d'una rebuda amb magnificència a la seua arribada a Elda, als jugadors se'ls va demanar que havien d'estar afiliats a Falange. La plantilla, que no va voler barrejar esport amb política, va renunciar i la secció va desaparéixer, així que es va fundar, d'altra banda, la Unió Esportiva Elda. En aquell any, molts dels jugadors de bàsquet es van passar a la secció d'handbol, en la qual es van centrar tots els esforços del club.

## Trajectòria
En 1959, el Pizarro disputa una lligueta d'ascens en la qual queda subcampió provincial, per darrere de l'Obres del Port d'Alacant, per la qual cosa tots dos ascendeixen a la màxima categoria nacional. No obstant això, en aquesta mateixa temporada, l'equip ha de jugar una promoció de permanència, que acaba perdent per tornar a categoria provincial.
En 1961, després d'una temporada en la qual guanya tots els partits, torna a ascendir a Divisió d'Honor. Començava així el període d'or de l'equip, amb 10 temporades consecutives en la màxima categoria. Els seus majors èxits es poden reflectir en dues temporades. En la 1964/65, després de protagonitzar una gran campanya en la qual no cedeixen cap punt com a equip local, queden en 3a posició en la lliga. Al començament de la temporada 1966/67, queden campions d'hivern i, finalment, acaben la lliga en 4t lloc.
El nom del club ha canviat tres vegades de denominació. Comença anomenant-se Pizarro Frente de Juventudes i després, Pizarro Antiguos Miembros del Frente de Juventudes. El tercer nom, amb el qual és recordat, és el de Club Balonmano Pizarro. Als seus últims moments, torna a canviar la denominació per la de Sociedad Cultural y Deportiva Pizarro.
En els seus 20 anys de vida, el club disputa les seues trobades en 3 pistes diferents. Comença jugant a l'Estadi Municipal El Parque (hui, Plaça de la Fícia), que era un camp de futbol de terra on jugava els seus partits el CD Eldense. Com que calia adaptar la pista i pintar les línies en cada trobada i, finalment, la federació en Divisió d'Honor, dicta l'obligatorietat de jugar en pista de ciment. Sorgeix així la Pista Paz, que es munta de manera provisional al pati de butaques del Cine Gloria d'estiu, al costat de l'ambulatori de Padre Manjón. Els seus últims anys de lliga els disputa finalment al recentment creat Pabellón de Madera del Poliesportiu Municipal annex al camp de futbol.
Durant els millors anys del club, la premsa colchonera qualificava el Pizarro com el seu màxim rival extraesportiu, i la premsa qualificava les trobades com a batalles campals. Cal esmentar una polèmica derrota que va sofrir l'Atleti a Elda per 14-13 el 28 de gener de 1968, encara que va haver-hi altres de més contundents com la victòria del Pizarro per 15-6 en la temporada 1964/65. Un extrem del FCB, Bescós relataria en una entrevista la duresa de jugar a Elda: "Jugar a la pista del Pizarro d'Elda era terrible per les garrotades que et donaven la gent i els jugadors".

## Desaparició
L'extrema rivalitat entre el Pizarro i l'Atlètic de Madrid va ser el principal motiu que va propiciar la desaparició del conjunt elder. En aquella polèmica derrota de 1968, els colchoneros es van encarar i van insultar a l'afició d'Elda, la qual va respondre violentament, amb incidents com el trencament de cristalls en vehicles madrilenys. Els fets van ser penats amb una multa de 8.000 pessetes al Pizarro i una sanció de 3 partits sense poder jugar a la seua pista.
El 7 de març de 1971, en l'última visita del club blanc-i-roig a Elda, van sofrir una dura derrota de 16-6. La trobada va ser suspesa en la segona part per l'àrbitre, qui va acusar els madrilenys d'una passivitat premeditada. La trobada va ser declarada nul·la davant una gran polèmica i el Pizarro va ser condemnat a jugar les seues trobades amb els atlètics en terreny neutral, a més d'unes altres sancions diverses a jugadors i col·legiats. Això es va sumar a una polèmica amb l'ajuntament d'Elda, que pel fet de no deixar-li utilitzar el poliesportiu municipal, va ser novament sancionat per dictar-se incompareixença en la trobada Pizarro - Picadero Barcelona. L'últim partit disputat pel Pizarro va ser a casa contra el Granollers, que va acabar amb un empat a 14.
En el següent partit a Sant Sebastià, el Pizarro no s'hi va presentar. D'aquesta manera, va quedar desqualificat de la lliga i va signar la seua definitiva sentència de desaparició.

## Palmarès
Temporades en Divisió d'Honor
- 1959/60: 11é
- 1961-62 i 1962-63 (no va haver-hi Divisió d'Honor. Es va tornar a Grups de Primera Nacional, que jugaven sectors tipus les categories inferiors de hui)
- 1963/64: 10é
- 1964/65: 3r
- 1965/66: 8é
- 1966/67: 4t
- 1967/68: 8é
- 1968/69: 6é
- 1969/70: 8é
- 1970/71: desqualificat